# Kurt Wenner
Kurt Wenner, né à Ann Arbor dans le Michigan, est un artiste connu en particulier pour ses peintures de rues réalistes et ses peintures murales faites à la craie à l’aide d’un procédé appelé l’anamorphose. Ces œuvres de rue ont été de nombreuses fois citées dans des articles de journaux et émissions télévisées.

## Carrière
Kurt Wenner réalisa sa première œuvre murale sur demande à l’âge de quinze ans et à dix-sept ans il vivait déjà de son art. Il fréquenta la Rhode Island School of Design ainsi que l’Art Center College of Design. Il fut employé par la NASA comme illustrateur pour créer des tableaux conceptuels de projets dans l’espace et de paysages extra-terrestres. En 1982, il quitte la NASA, vend tous ses biens, et part en Italie pour étudier l’art. Lors de son séjour à Rome, il étudie les sculptures de maîtres dans les musées. En 1991, on lui commande une pièce pour honorer la visite du Pape Jean-Paul II dans la ville de Mantoue. L’évènement est alors retransmis en direct à la télévision à travers l’Italie 

### Autres œuvres
Wenner a également réalisé des commandes publiques et privées, de peintures à l’huile, de fresques, de sculptures et d’architecture à travers le monde. L’une de ses plus grandes fresques est aux États-Unis et est située sur le Wilshire Boulevard à Westwood en Californie : elle mesure près de 6 m² et apparaît dans le film Les Experts. Une autre de ses grandes fresques, intitulée The Magic Flute, est actuellement accrochée au Fresno, California City Hall.

## L'Attention des médias

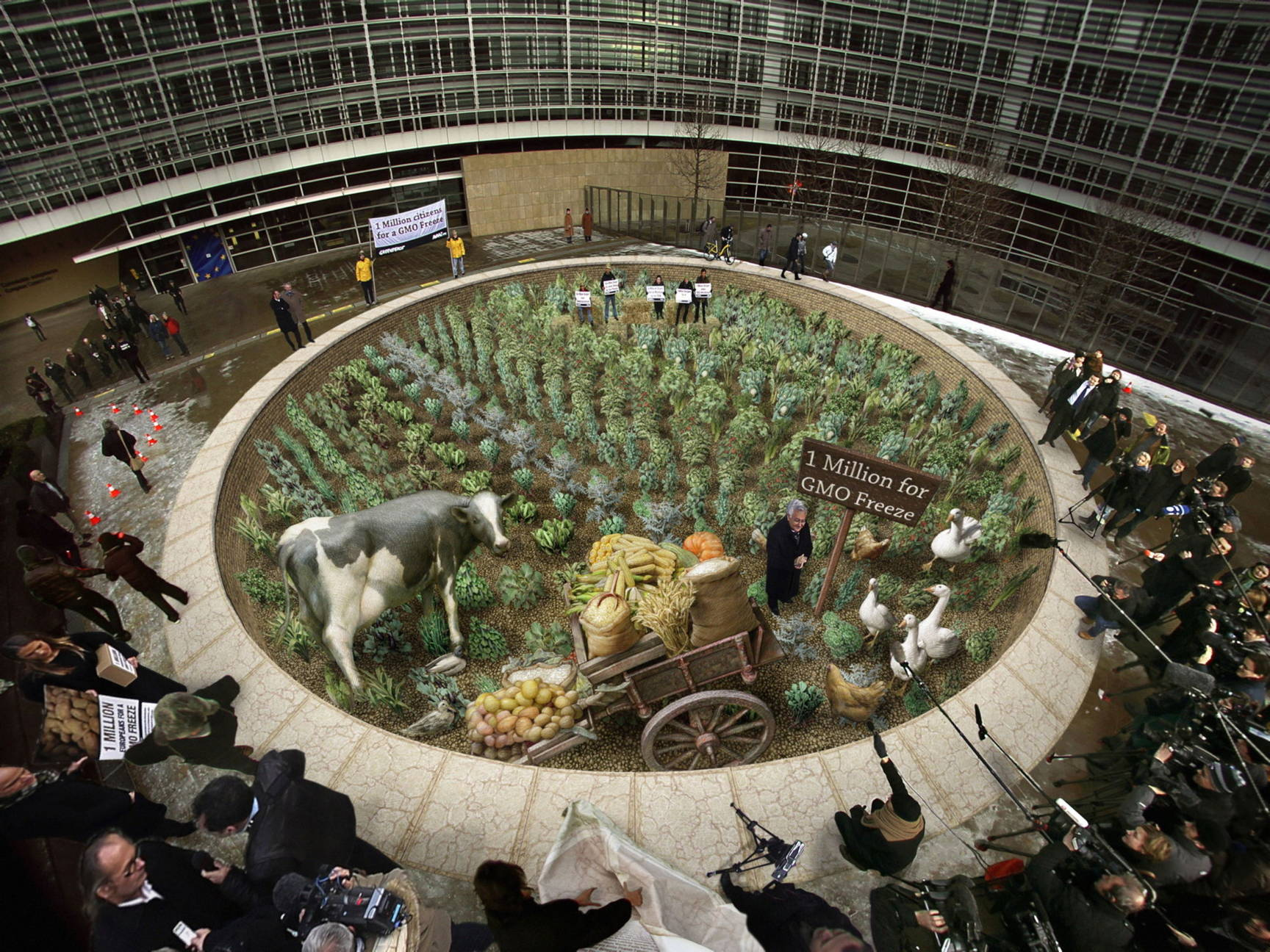
1 Million Signatures

Le travail de Kurt Wenner a attiré l’attention des médias à travers le monde. Des articles de journaux et de magazines sont apparus en Italie, en Allemagne, en France, en Suisse, aux États-Unis et au Mexique. Son art a également été vu à la télévision notamment sur les chaînes ABC's World News Saturday et Good Morning America.
En 1987, Masterpieces in Chalk, le documentaire sur le travail de Wenner en Europe, réalisé par le National Geographic, a gagné le premier prix au New York Film Festival dans la catégorie Beaux Arts.
En 1991, la télévision suisse-allemande a réalisé un documentaire de 45 minutes sur son travail en Italie. De plus, son Œuvre a pu être admirée à travers le monde sur Televisia, la chaîne espagnole internationale.
Kurt Wenner a également été l’auteur d’une publicité pour la marque Absolut Vodka en 1996.
En 2010, Greenpeace a appelé à l'interdiction des cultures génétiquement modifiées en présentant aux membres de l'Union européenne à Bruxelles  une pétition avec un million de signatures. C'était la première fois que les membres de l'UE furent contraints de voter par l'invocation de la règle de signature d'un million de membres. Wenner a été invité à créer une image 3D pour commémorer le jour historique lorsque les habitants de l'Europe ont agis pour empêcher la présence d'OGM dans leur nourriture. L'énorme image 3D de Wenner (22 par 22 mètres) était au centre de ce moment historique.

## Récompenses
Kurt Wenner a été récompensé, entre autres, du Goldendut Bacchus de Barolo et du Golden Giotto de Milan.